# 라루스 출판사
라루스 출판사(프랑스어: Éditions Larousse, 프랑스어 발음: [edisjɔ̃ laʁus])는 사전과 같은 참고 서적을 전문으로 하는 프랑스의 출판사이다. 피에르 라루스(Pierre Larousse)에 의해 설립되었으며, 한때는 라루스 서점(Librairie Larousse)이라는 이름으로도 알려져 있었다. 가장 유명한 출판물은 단권 사전인 《라루스 소사전》이다.
라루스 출판사는 1984년 민간 소유주로부터 유럽 출판사(Compagnie Européenne de Publication)에 인수되었고, 1997년에는 아바스(Havas)가, 이어 1998년에는 비방디 유니버설가 인수하였다. 그러나 비방디는 2002년에 손실을 입었고, 결국 라루스를 라가르데르 그룹에 매각하였다. 이 결정은 라루스를 프랑스 기업의 손에 남겨두었다는 점에서 여론을 만족시켰지만, 프랑스 출판 시장에서 라가르데르가 사실상 독점적 지위를 갖게 된 데 대해 소규모 출판사들의 반발이 있었다. 이후 2004년부터 라루스는 아셰트 리브르의 자회사로 운영되고 있다.
라루스는 또한 요리 백과사전인 《라루스 가스트로노미크》(Larousse Gastronomique)와 무료 오픈 콘텐츠 백과사전도 제공하고 있다.
라루스의 로고는 시대별로 여러 예술가들이 디자인했다. 1955년부터 1970년까지는 장 피카르 르 두(Jean Picart Le Doux), 1972년에는 장미셸 폴롱, 1999년에는 크리스티앙 라크루아와 뫼비위스, 그리고 카를 라거펠트가, 2006년에는 필립 스탁, 2014년에는 장샤를 드 카스텔바작 등이 디자인했다. 로고에는 항상 민들레 홀씨를 불고 있는 여성의 모습이 담겨 있으며, 그 아래에는 “Je sème à tout vent(나는 모든 바람에 씨를 뿌린다)”라는 모토가 적혀 있다.

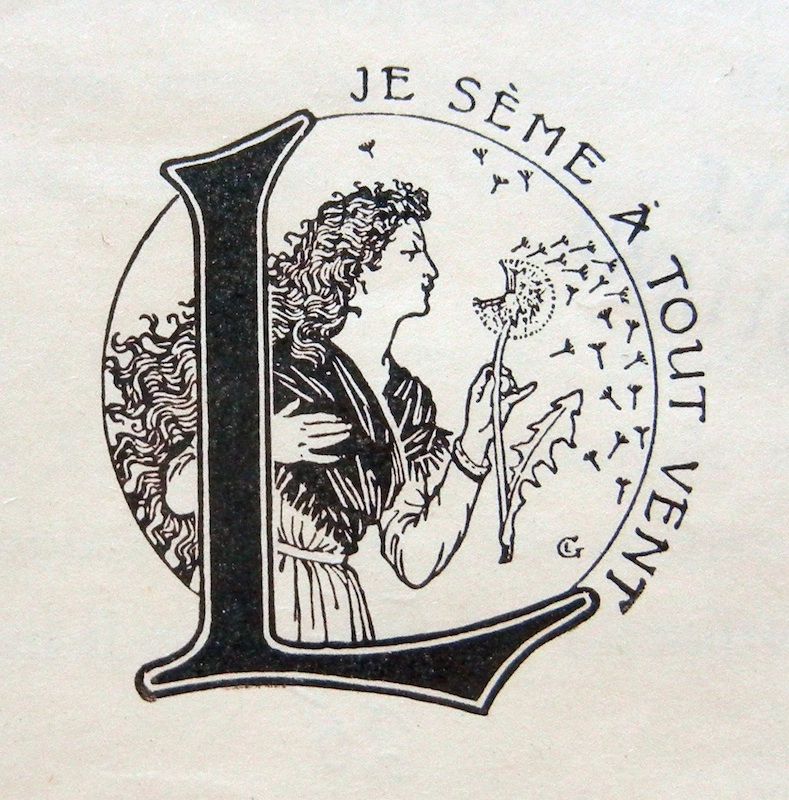
외젠 그라세가 그린 라루스의 로고, 1890년